# World Channels
A World Channels S.A. é uma produtora portuguesa especializada na conceção e produção de canais digitais de vídeo e televisão para as diferentes plataformas de distribuição de sinal, canais Corporate TV e Digital Signage, assim como na comercialização de espaço publicitário multimédia e na conceção e produção de filmes publicitários.
Fundada em 2010, a World Channels está sedeada em Carnaxide, dispondo de capacidade tecnológica para a emissão de várias estações de televisão em simultâneo e em HD.
Em 2014, no âmbito de um concurso, foi atribuída à empresa World Channels a tarefa de concretizar o canal de televisão do Sporting Clube de Portugal, a Sporting TV .